# (4010) Никольский
(4010) Никольский (лат. Nikolʹskij) — типичный астероид главного пояса, открыт 21 августа 1977 года советским астрономом Николаем Черных в Крымской астрофизической обсерватории и 18 февраля 1992 года назван в честь астронома Геннадия Никольского.

## Обнаружение и именование
(4010) Никольский
Открыт 21 августа 1977 года в Научном Н. С. Черных.
Назван в память о советском астрономе Геннадии Михайловиче Никольском (1929—1982), известном своими исследованиями Солнца и солнечной короны, а также как соавтор открытия солнечного ветра.
Оригинальный текст (англ.)4010 Nikolʹskij
Discovered 1977-08-21 by Chernykh, N. at Nauchnyj.
Named in memory of Gennadij Mikhajlovich Nikolʹskij (1929—1982), Soviet astronomer, known for his research on the sun and the solar corona and as a codiscoverer of the solar wind.
Источники: DISCOVERY.DB; M.P.C. 19695.

## Орбита

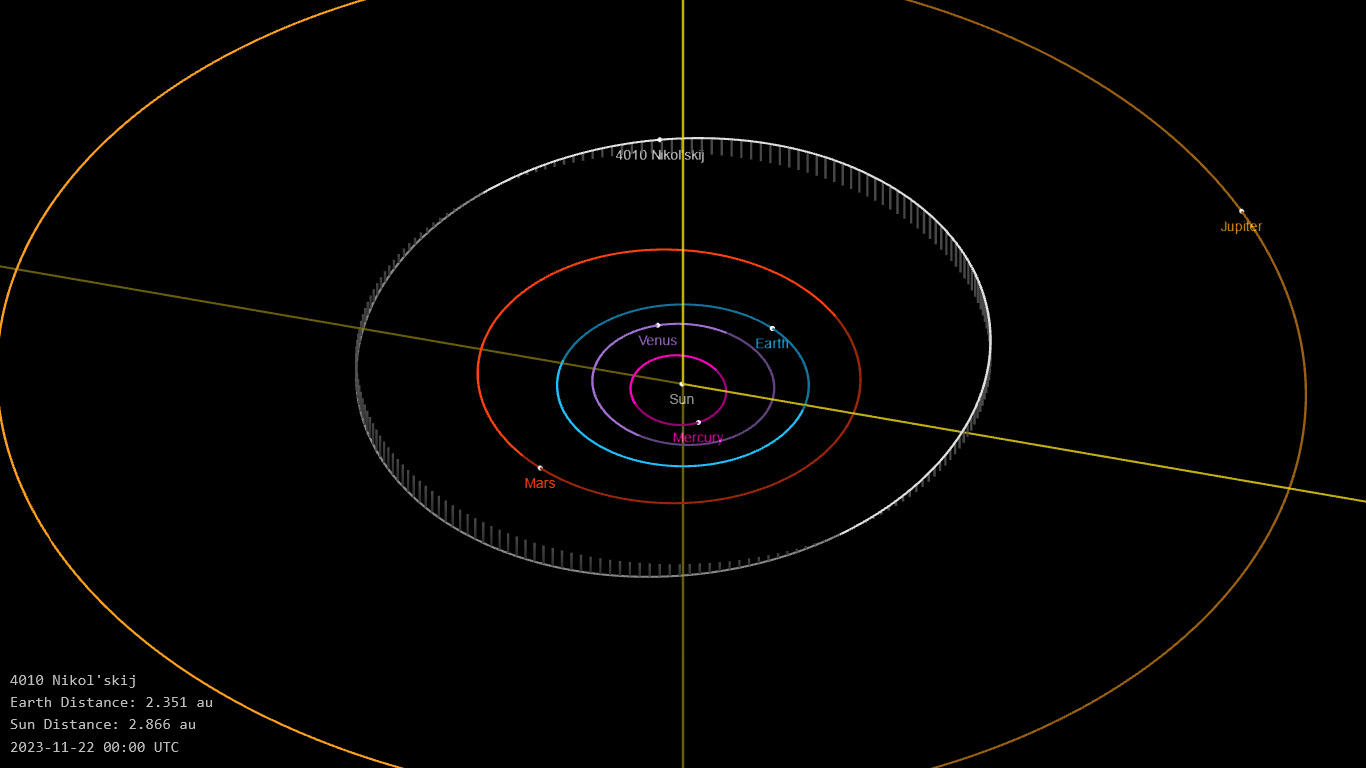
Орбита астероида Никольский и его положение в Солнечной системе

## Физические характеристики
Астероид относится к таксономическому классу S.
По результатам наблюдений в видимом и ближнем инфракрасном диапазоне космического телескопа NEOWISE диаметр астероида сначала оценивался равным 5,38±0,53 км, позже — 5,376±0,532 км. Согласно тем же источникам альбедо оценивается как 0,292±0,085.